# بول هينسون
بول هينسون (بالإنجليزية: Paul Hinson) هو لاعب كرة قاعدة أمريكي، ولد في 9 مايو 1904، وتوفي في 23 سبتمبر 1960 في موسكوجي في الولايات المتحدة.